# Ànec bec-crestat
Els ànecs bec-crestats (Sarkidiornis) són un gènere d'ocells de la subfamília dels tadornins (Tadorninae), dins la família dels anàtids (Anatidae) que habita zones tropicals d'Amèrica del Sud, Àfrica i Índia i Sud-est asiàtic.

## Taxonomia
Segons la classificació del Congrés Ornitològic Internacional (versió 2.5, 2010) aquest gènere està format per dues espècies:
- Sarkidiornis melanotos - Ànec beccrestat africà
- Sarkidiornis sylvicola - Ànec beccrestat americà

Tradicionalment s'hi ha distingit una única espècie, amb Sarkidiornis sylvicola com una subespècie de Sarkidiornis melanotos.